# فم كبير
فم كبير (بالإنجليزية big Mouth) هو مسلسل رسوم متحركة كوميدي أمريكي للكبار تم إنشاؤه من قبل نيك كرول و أندرو جولدبرج ومارك لفين وجينفر فلاكت، المسلسل مبني على حياة كل من نيك وجولدبرج و هما صغيرى السن في مقاطعة وستشستر في نيويورك. الموسم الأول يتكون من عشرة حلقات عرضت لأول مرة على نيتفليكس في 29 سبتمبر 2017.

## الملخص
يتبع المسلسل مجموعة من تلاميذ الصف السابع، منهم الصديقان الحميمان نيك بيرش وأندرو جلوبرمان، وهما يعيشان حياتهما خلال سنوات البلوغ، والاستمناء، والإثارة الجنسية. في المسلسل هناك وحوش الهرمونات التي تتصرف كالملائكة التي تظهر علي الكتف، موريس (الذي يزعج أندرو وأحيانا نيك وجاي) ، وكوني (التي تضايق جيسي وأحيانًا ميسي).

## الطاقم
- نيك كرول في أدوار( نيك بيرش، موريس، المدرب ستيف، ريك)
- جون مولايني في دور أندرو جلوبرمان

## الإصدار
الموسم الأول يتكون من عشرة حلقات عرض لأول مرة على نتفليكس يوم 29 سبتمبر 2017. في 24 أكتوبر 2017 ، تم تأكيد طلب موسم ثانٍ، وصدر في 5 أكتوبر 2018.

## الروابط الخارجية
- فم كبيرعلي نتفليكس
- فم كبير على موقع IMDb (الإنجليزية)
- فم كبير على موقع ميتاكريتيك (الإنجليزية)
- فم كبير على موقع روتن توميتوز (الإنجليزية)
- فم كبير على موقع نتفليكس (الإنجليزية)
- فم كبير على موقع فيلمافينيتي (الإسبانية)
- فم كبير على موقع كينوبويسك (الروسية)
- فم كبير على موقع ألو سيني (الفرنسية)
- فم كبير على موقع قاعدة بيانات الفيلم (الإنجليزية)